# Jean de Paris (théologien)
Pour les articles homonymes, voir Jean de Paris et Paris (homonymie).
Jean de Paris OP, également appelé Jean Quidort et Johannes de Soardis (vers 1255 - 22 septembre 1306) est un dominicain français, philosophe et théologien.

## Biographie
Jean de Paris est né à Paris à une date inconnue vers le milieu du XIIIe siècle, entre 1241 et 1251. Ses jeunes années sont peu documentées. Après avoir obtenu le diplôme universitaire avec distinction, il a rejoint l'ordre des Dominicains, environ à l'âge de vingt ans, au couvent de la rue Saint-Jacques dans sa ville natale. Il y a enseigné la philosophie et de la théologie, ayant obtenu préalablement le diplôme de maître de théologie à la Sorbonne  où il a étudié de 1259 à 1269. Durant ces années, il a suivi l'enseignement de Pierre de la Tarentaise. Il possédait de grandes connaissances littéraires et linguistiques, et était considéré comme l'un des meilleurs théologiens de l'université et l'un des dialecticiens parmi les plus subtils de son époque.
Lors de ces humbles débuts, il participe aux débats théologiques dans les années 1270. Ses écrits sont, pour la plupart, nés de controverses auxquelles il y prend part. Par conséquent, sa carrière théologique est rythmée par ces dernières. Sa première œuvre en tant que bachelier, soit le commentaire sur les Sentences qui a été réalisé certainement vers 1284, correspond à ce cheminement. C’est une de ses œuvres majeures. Par après, il sera obligé de se justifier auprès d’entités supérieures mais cet exercice permet de démontrer qu’il jouit d’une grande culture littéraire et philosophique. De plus, il n’hésite pas à faire appel à différents domaines – théologie, métaphysique, philosophie ou encore politique – lors de ses justifications. Son dévouement, son sens critique et sa qualité d’analyse font de lui un professeur hors pair. Indépendamment de l’adversaire, Jean de Paris reste fidèle à son Ordre comme le démontre l’intervention dans le conflit entre Guillaume de la Mare et Thomas d’Aquin. Défenseur des idées thomistes, il publie Correctorium Corruptorii Thomae, une œuvre dans laquelle il blanchit les termes utilisés par le Docteur Angélique. En fait, ce geste était censé mettre fin aux critiques du Correctorium de Guillaume de la Mare. Toutefois, sa défense attire les regards et ses positions sont jugées. Par exemple, sa doctrine eucharistique publiée dans un de ses traités est examinée et est considérée incorrecte. Suspectant de l’hérésie, l’Ordre Dominicain rapporte ces informations à l’évêque de Paris Guillaume de Baufet et décide de priver le théologien du droit d’enseigner en 1304, alors qu’il venait de recevoir sa maîtrise. C’est en défendant sa doctrine que Jean de Paris décède en 1306 à Bordeaux. En effet, il espérait que son appel au Saint-Siège soit traité, montrant une force et une détermination inépuisable. 
Plus tard, Jean écrit un traité en contradiction avec la doctrine de l'Église sur la transsubstantiation. Il s'inscrit dans un des conflits les plus importants du XIIIe siècle : une controverse entre Philippe le Bel et Boniface VIII. La faculté de l'université rapporte ses idées à Guillaume de Baufet, évêque de Paris, qui interdit à Jean sous peine d'excommunication de défendre une telle doctrine, en le privant de ses conférences, de la prédication et des confessions. Jean fait appel au Saint-Siège, mais il meurt peu de temps après à Bordeaux, et l'affaire est classée.

## Travaux
Une dizaine de ses travaux sur la théologie, la physique, la métaphysique existe encore en manuscrit ; deux autres, De Antichristo et De modo existendi corporis Christi à Sacramento altaris, ne sont plus disponibles que par des copies des siècles ultérieurs. Un traité, Contra corruptorem Sancti Thomae, publié en 1516 sous le nom de Aegidius Romanus ou Gilles de Rome, est généralement attribué à Jean de Paris, car il n'a certainement pas été écrit par Aegidius. Tout cela montre une vaste érudition. Dans son travail sur le pouvoir temporel et spirituel, De potestate regia et papali, écrit pendant la controverse entre Boniface VIII et Philippe IV le Bel, il a favorisé le roi, estimant que le pape pourrait bien, pour des crimes graves (comme l'hérésie), être déposé.
Plus hétérodoxe est le traité de Jean sur le Saint Sacrement, dans lequel il soutient que le Corps du Christ est, ou pourrait être, présent par hypothèse (c'est-à-dire que le corps du Christ « assumerait » le pain et le vin), et que la doctrine de la transsubstantiation n'est pas un article de foi. Il faut dire, cependant, qu'il avance ces propositions provisoirement ; dans le début du Traité, il écrit qu'il croit en la doctrine catholique de la transsubstantiation et que s'il est démontré que la transsubstantiation est de l'ordre de la foi, ou si elle est ainsi définie, il se rétracte volontiers.
Parmi ces nombreux ouvrages, on recense :
- Commentarium in IV sententiarum libros.
- Abbreviatio librorum naturalis philosophiae Aristotelis.
- (Determinatio) de modo existendi corporis Christi in sacramento altaris.
- De adventu Christi secundum carnem.
- Compendium libri Physicorum.
- De potestate regia et papali.
- De formis.
- Quaestio De principio individuationis.
- Determinatio de confessionibus fratrum.
- Quaestiones disputatae.
- Quodlibeta.
- Sermones

## Réapparition auXXesiècle
Le nom de Jean Quidort est apparu dans une lumière inattendue au début du XXe siècle, lorsque des penseurs du distributionnisme tels que les catholiques Hilaire Belloc et G. K. Chesterton lui attribuent la première réflexion de la philosophie capitaliste dans De potestate regia et papali.

## Source
- (en) Cet article est partiellement ou en totalité issu de l’article de Wikipédia en anglais intitulé « John of Paris » (voir la liste des auteurs).